# ساني ايمانويل
ساني ايمانويل (بالإنجليزية: Sani Emmanuel)‏ هو لاعب كرة قدم نيجيري في مركز الهجوم، ولد في 23 ديسمبر 1992 في إيدو في اليابان. شارك مع منتخب نيجيريا تحت 17 سنة لكرة القدم ومنتخب نيجيريا تحت 20 سنة لكرة القدم. أما مع النوادي، فقد لعب مع بيتار القدس ونادي بيل-بيين ونادي ساراييفو ونادي ساليرنيتانا ونادي لاتسيو.

## وصلات خارجية
- ساني ايمانويل على موقع الاتحاد الدولي (مؤرشف)  (الإنجليزية)
- ساني ايمانويل على موقع قاعدة بيانات كرة القدم.إي يو (الإنجليزية)
- ساني ايمانويل على موقع Soccerway.com (الإنجليزية)